# Campeonato Europeu Júnior de Atletismo de 2005
O Campeonato Europeu Júnior de Atletismo de 2005 foi a 18ª edição do torneio organizada pela Associação Europeia de Atletismo para atletas com menos de vinte anos, classificados como Júnior. O evento foi realizado no Estádio Darius e Girėnas em Kaunas na Lituânia, entre 21 e 24 de julho de 2005. foram disputadas 44 provas sendo quebrados 4 recordes do campeonato, além de um recorde mundial júnior conquistado pela russa Vera Sokolova  na prova da marcha atlética 10 km feminino. A Rússia se destacou com 22 medalhas no total, sendo 7 de ouro. 

## Resultados
Esses foram os resultados do campeonato. 

### Masculino
| Evento                          | Ouro                                                                        | Ouro      | Prata                                                                                | Prata     | Bronze                                                                      | Bronze    |
| ------------------------------- | --------------------------------------------------------------------------- | --------- | ------------------------------------------------------------------------------------ | --------- | --------------------------------------------------------------------------- | --------- |
| 100 m                           | Craig Pickering · Reino Unido                                               | 10.51     | Simeon Williamson · Reino Unido                                                      | 10.52     | Alexander Nelson · Reino Unido                                              | 10.60     |
| 200 m                           | Daniel Schnelting · Alemanha                                                | 21.12     | Julian Thomas · Reino Unido                                                          | 21.17     | Wade Bennett-Jackson · Reino Unido                                          | 21.41     |
| 400 m                           | Željko Vincek · Croácia                                                     | 46.14     | Martyn Rooney · Reino Unido                                                          | 46.56     | Dimítrios Régas · Grécia                                                    | 46.79     |
| 800 m                           | Mattias Claesson · Suécia                                                   | 1:49.58   | Lukas Rifesser · Itália                                                              | 1:50.79   | Steve Fennell · Reino Unido                                                 | 1:50.85   |
| 1.500 m                         | Colin Costello · Irlanda                                                    | 3:45.25   | Danny Darcy · Irlanda                                                                | 3:46.07   | Adrian Danilewicz · Polónia                                                 | 3:47.22   |
| 5.000 m                         | Barnabás Bene · Hungria                                                     | 14:22.30  | Dušan Markešević · Sérvia e Montenegro                                               | 14:24.04  | László Tóth · Hungria                                                       | 14:25.46  |
| 10.000 m                        | Mugdat Öztürk · Turquia                                                     | 300:10.60 | Stepan Rogovtsev · Bielorrússia                                                      | 30:12.76  | Carlos Gazapo · Espanha                                                     | 30:24.18  |
| 110 m com barreiras             | Garfield Darien · França                                                    | 13.77     | Konstadinos Douvalidis · Grécia                                                      | 13.99     | Alexander John · Alemanha                                                   | 14.10     |
| 400 m com barreiras             | Milan Kotur · Croácia                                                       | 50.15     | Dai Greene · Reino Unido                                                             | 51.14     | Fadil Bellaabouss · França                                                  | 51.31     |
| 3.000 m com obstáculo           | Marcin Chabowski · Polónia                                                  | 8:40.88   | Albert Minczér · Hungria                                                             | 8:45.82   | Andrzej Pasternak · Polónia                                                 | 8:52.31   |
| Revezamento 4 x 100 metros      | Alemanha · Marius Sewald · Christian Blum · Nils Müller · Daniel Schnelting | 39.90     | Polónia · Mikołaj Lewański · Dariusz Kuć · Radosław Drapała · Karol Sienkiewicz      | 40.03     | Finlândia · Teemu Vilén · Visa Hongisto · Timo Salonen · Niko Viiala        | 40.29     |
| Revezamento 4 x 400 metros      | Reino Unido · Richard Buck · Set Osho · Richard Strachan · Martyn Rooney    | 3:06.67   | Rússia · Aleksandr Sigalovskiy · Dmitriy Buryak · Anton Kokorin · Artyom Sergiyenkov | 3:07.19   | Polónia · Patryk Baranowski · Paweł Dobek · Ziemowit Ryś · Kacper Kozłowski | 3:09.75   |
| 10 km marcha atlética           | Andrey Ruzavin · Rússia                                                     | 39:28.45  | Aleksandr Prokhorov · Rússia                                                         | 40:3.67   | Giorgio Rubino · Itália                                                     | 40:46.95  |
| Salto em altura                 | Ivan Ukhov · Rússia                                                         | 2,23 m    | Wojciech Theiner · Polónia                                                           | 2,21 m    | Niki Palli · Israel                                                         | 2,19 m    |
| Salto com vara                  | Dmitriy Starodubtsev · Rússia                                               | 5,50 m    | Konstadinos Filippidis · Grécia                                                      | 5,45 m    | Mikhail Golovtsov · Rússia                                                  | 5,45 m    |
| Salto em distância              | Greg Rutherford · Reino Unido                                               | 8,14 m    | Sebastian Bayer · Alemanha                                                           | 7,73 m    | Mihail Mertzanidis-Despoteris · Grécia                                      | 7,63 m    |
| Salto triplo                    | Stevens Marie-Sainte · França                                               | 16,29 m   | Zhivko Petkov · Bulgária                                                             | 15,98 m   | Dmitriy Nikonov · Rússia                                                    | 15,84 m   |
| Arremesso de peso (6 kg)        | Remigius Machura Jr. · Chéquia                                              | 20,09 m   | Lajos Kürthy · Hungria                                                               | 19,65 m   | Maksim Sidorov · Rússia                                                     | 19,32 m   |
| Arremesso de disco (1,75 kg)    | Margus Hunt · Estónia                                                       | 62,19 m   | Lajos Kürthy · Hungria                                                               | 59,75 m   | Martin Wierig · Alemanha                                                    | 59,04 m   |
| Lançamento de martelo (6,00 kg) | Kristóf Németh · Hungria                                                    | 78,85 m   | Yevgeniy Aydamirov · Rússia                                                          | 76,73 m   | Yury Shayunou · Bielorrússia                                                | 74,78 m   |
| Arremesso de dardo (800 g)      | Ioannis-Georgios Smalios · Grécia                                           | 77,25 m   | Alexander Vieweg · Alemanha                                                          | 75,85 m   | Ari Mannio · Finlândia                                                      | 72,47 m   |
| Decatlo                         | Andrei Krauchanka · Bielorrússia                                            | 7,997 pts | Arthur Abele · Alemanha                                                              | 7,634 pts | Mauri Kaattari · Finlândia                                                  | 7,427 pts |

### Feminino
| Evento                          | Ouro                                                                                          | Ouro          | Prata                                                                                 | Prata    | Bronze                                                                                  | Bronze   |
| ------------------------------- | --------------------------------------------------------------------------------------------- | ------------- | ------------------------------------------------------------------------------------- | -------- | --------------------------------------------------------------------------------------- | -------- |
| 100 m                           | Iwona Brzezińska · Polónia                                                                    | 11.67         | Lina Grinčikaitė · Lituânia                                                           | 11.69    | Eleni Artymata · Chipre                                                                 | 11.74    |
| 200 m                           | Yuliya Chermoshanskaya · Rússia                                                               | 23.21         | Jala Gangnus · Alemanha                                                               | 23.57    | Angela Morosanu · Roménia                                                               | 23.71    |
| 400 m                           | Danijela Grgić · Croácia                                                                      | 52.42         | Ksenia Zadorina · Rússia                                                              | 53.39    | Angela Morosanu · Roménia                                                               | 53.48    |
| 800 m                           | Nataliia Lupu · Ucrânia                                                                       | 2:02.78       | Mariya Shapayeva · Rússia                                                             | 2:03.00  | Olga Cristea · Moldávia                                                                 | 2:03.08  |
| 1.500 m                         | Morag McLarty · Reino Unido                                                                   | 4:15.12       | Yekaterina Martynova · Rússia                                                         | 4:15.46  | Azra Eminovic · Sérvia e Montenegro                                                     | 4:15.77  |
| 3.000 m                         | Adelina De Soccio · Itália                                                                    | 9:20.89       | Susan Kuijken · Países Baixos                                                         | 9:28.45  | Barbara Maveau · Bélgica                                                                | 9:29.78  |
| 5.000 m                         | Emily Pidgeon · Reino Unido                                                                   | 16:14.71      | Tatyana Azorkina · Rússia                                                             | 16:18.60 | Svetlana Kudelich · Bielorrússia                                                        | 16:33.07 |
| 100 m com barreiras             | Eline Berings · Bélgica                                                                       | 13.41         | Christina Vukicevic · Noruega                                                         | 13.56    | Cindy Billaud · França                                                                  | 13.65    |
| 400 m com barreiras             | Zuzana Hejnová · Chéquia                                                                      | 55.89         | Yekaterina Kostetskaya · Rússia                                                       | 55.89    | Yuliya Bychkova · Rússia                                                                | 58.12    |
| 3.000 m com obstáculo           | Polina Jelizarova · Letônia                                                                   | 10:12.82      | Ancuta Bobocel · Roménia                                                              | 10:14.29 | Susi Lutz · Alemanha                                                                    | 10:14.96 |
| Revezamento 4 x 100 metros      | Polónia · Agnieszka Ceglarek · Marika Popowicz · Marta Jeschke · Iwona Brzezińska             | 44.65         | Rússia · Yuna Mekhti-Zade · Natalya Dashina · Yuliya Kashina · Yuliya Chermoshanskaya | 44.70    | França · Christelle Monne · Nelly Banco · Symphora Behi · Céline Distel                 | 44.79    |
| Revezamento 4 x 400 metros      | Rússia · Ksenia Kuznetsova · Ksenia Zadorina · Nadezhda Shlyapnikova · Yekaterina Kostetskaya | 3:32.63       | Alemanha · Wiebke Ullmann · Désirée Meyer · Julia Müller-Foell · Janin Lindenberg     | 3:36.63  | Ucrânia · Aleksandra Peycheva · Anzhelika Shevchenko · Natalya Lupu · Kseniya Karandyuk | 3:36.64  |
| 10 km marcha atlética           | Vera Sokolova · Rússia                                                                        | 43:11.34 WJR, | Ol'ga Michajlova · Rússia                                                             | 45:31.49 | Martina Gabrielli · Itália                                                              | 46:38.53 |
| Salto em altura                 | Svetlana Shkolina · Rússia                                                                    | 1,91 m        | Julia Hartmann · Alemanha                                                             | 1,87 m   | Iryna Kovalenko · Ucrânia                                                               | 1,85 m   |
| Salto com vara                  | Silke Spiegelburg · Alemanha                                                                  | 4,35 m        | Svetlana Makarevich · Bielorrússia                                                    | 4,20 m   | Elena Scarpellini · Itália                                                              | 4,15 m   |
| Salto em distância              | Denisa Ščerbová · Chéquia                                                                     | 6,57 m        | Amy Harris · Reino Unido                                                              | 6,35 m   | Anna Nazarova · Rússia                                                                  | 6,31 m   |
| Salto Triplo                    | Tetyana Dyachenko · Ucrânia                                                                   | 14,04 m       | Cristina Bujin · Roménia                                                              | 13,72 m  | Liliya Kulyk · Ucrânia                                                                  | 13,42 m  |
| Arremesso de peso (4 kg)        | Denise Hinrichs · Alemanha                                                                    | 17,55 m       | Irina Tarasova · Rússia                                                               | 16,53 m  | Magdalena Sobieszek · Polónia                                                           | 16,24 m  |
| Arremesso de disco (1,00 kg)    | Kristina Gehrig · Alemanha                                                                    | 50,60 m       | Liliana Cá · Portugal                                                                 | 49,69 m  | Marina Yakimova · Bielorrússia                                                          | 49,31 m  |
| Lançamento de martelo (4,00 kg) | Noémi Németh · Hungria                                                                        | 63,70 m       | Valentina Srša · Croácia                                                              | 63,12 m  | Laura Gibilisco · Itália                                                                | 62,58 m  |
| Lançamento de dardo (600 g)     | Mariya Abakumova · Rússia                                                                     | 57,11 m       | Maria Zerva · Grécia                                                                  | 56,47 m  | Sandra Schaffarzik · Alemanha                                                           | 55,49 m  |
| Heptatlo                        | Jessica Ennis · Reino Unido                                                                   | 5891 pts      | Julia Mächtig · Alemanha                                                              | 5830 pts | Ksenija Balta · Estónia                                                                 | 5747 pts |

## Quadro de medalhas

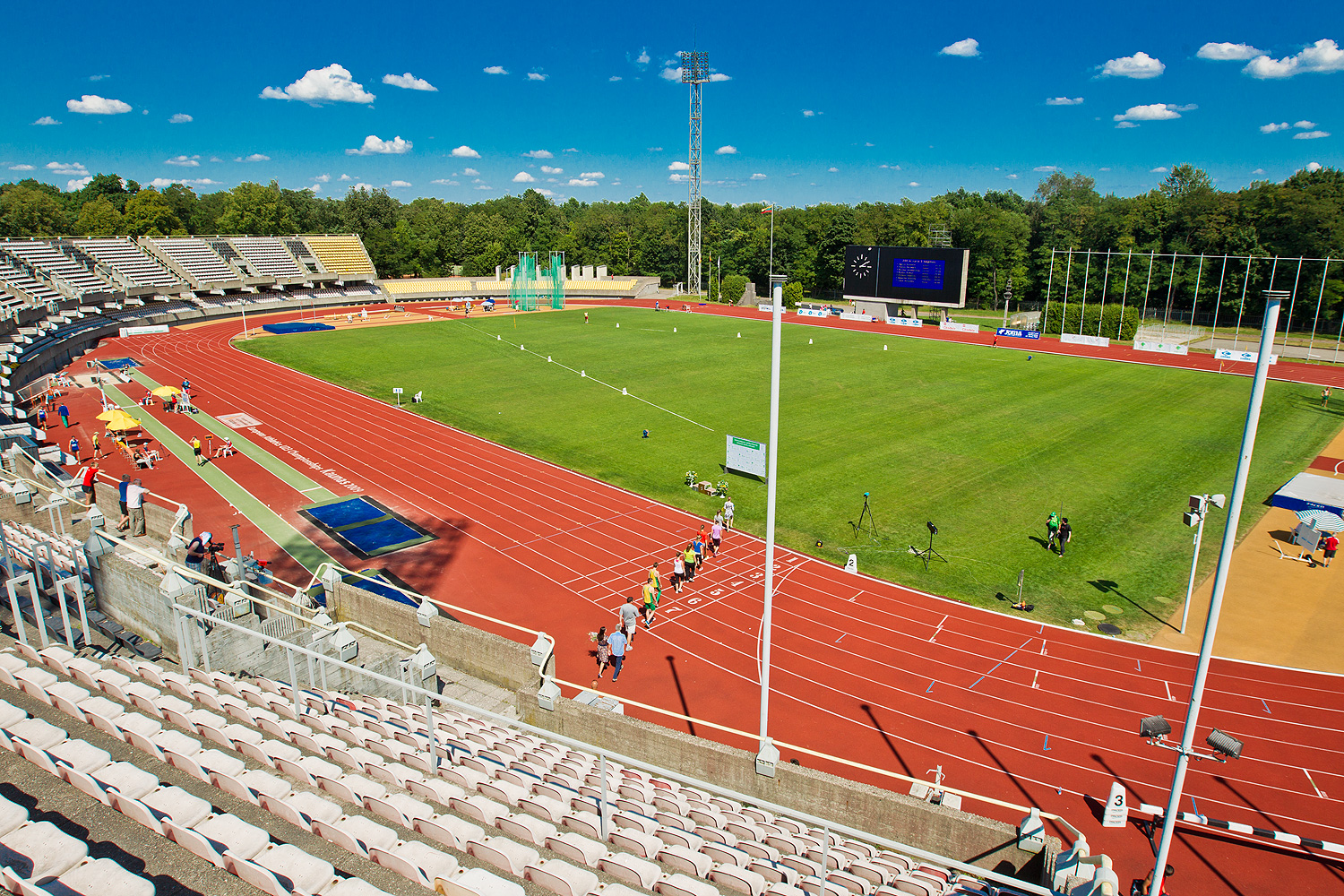
Estádio anfitrião em Kaunas.

| Ordem | País                | Medalha de ouro | Medalha de prata | Medalha de bronze | Total |
| ----- | ------------------- | --------------- | ---------------- | ----------------- | ----- |
| 1     | Rússia              | 7               | 12               | 3                 | 22    |
| 2     | Grã-Bretanha        | 6               | 5                | 3                 | 14    |
| 3     | Alemanha            | 5               | 7                | 4                 | 16    |
| 4     | Hungria             | 3               | 3                | 1                 | 7     |
| 5     | Polónia             | 3               | 2                | 3                 | 8     |
| 6     | Croácia             | 3               | 1                | 0                 | 4     |
| 7     | Chéquia             | 3               | 0                | 0                 | 3     |
| 8     | França              | 2               | 0                | 3                 | 5     |
| 8     | Ucrânia             | 2               | 0                | 3                 | 5     |
| 10    | Grécia              | 1               | 3                | 2                 | 6     |
| 11    | Bielorrússia        | 1               | 2                | 2                 | 5     |
| 12    | Itália              | 1               | 1                | 4                 | 6     |
| 13    | Irlanda             | 1               | 1                | 0                 | 2     |
| 14    | Estónia             | 1               | 0                | 1                 | 2     |
| 14    | Bélgica             | 1               | 0                | 1                 | 2     |
| 16    | Letônia             | 1               | 0                | 0                 | 1     |
| 16    | Suécia              | 1               | 0                | 0                 | 1     |
| 16    | Turquia             | 1               | 0                | 0                 | 1     |
| 19    | Roménia             | 0               | 2                | 2                 | 4     |
| 20    | Sérvia e Montenegro | 0               | 1                | 1                 | 2     |
| 21    | Bulgária            | 0               | 1                | 0                 | 1     |
| 21    | Lituânia            | 0               | 1                | 0                 | 1     |
| 21    | Noruega             | 0               | 1                | 0                 | 1     |
| 24    | Finlândia           | 0               | 0                | 2                 | 2     |
| 25    | Chipre              | 0               | 0                | 1                 | 1     |
| 25    | Espanha             | 0               | 0                | 1                 | 1     |
| 25    | Israel              | 0               | 0                | 1                 | 1     |
| 25    | Moldávia            | 0               | 0                | 1                 | 1     |

Legenda
| Recorde mundial       | Recorde mundial (World record)               |                       | Recorde africano                      | Recorde africano (African) |                                           | Q | Classificado por posição (Qualified) |
| Recorde do campeonato | Recorde do campeonato (Championship record)  | Recorde da América    | Recorde da América (Americas)         | q                          | Classificado por melhor tempo (Qualified) |   |                                      |
| Melhor marca do ano   | Melhor marca do ano (World leading)          | Recorde asiático      | Recorde asiático (Asian)              | DNS                        | Não largou (Did not start)                |   |                                      |
| Recorde nacional      | Recorde nacional (National record)           | Recorde europeu       | Recorde europeu (European)            | DNF                        | Não terminou (Did not finish)             |   |                                      |
| Recorde pessoal       | Recorde pessoal do atleta (Personal best)    | Recorde da Oceania    | Recorde da Oceania (Oceania)          | DSQ / DQ                   | Desclassificado (Disqualified)            |   |                                      |
| Recorde da temporada  | Recorde da temporada do atleta (Season best) | Recorde sul-americano | Recorde sul-americano (South America) | NM                         | Sem marca (No mark)                       |   |                                      |